# 晉昭公

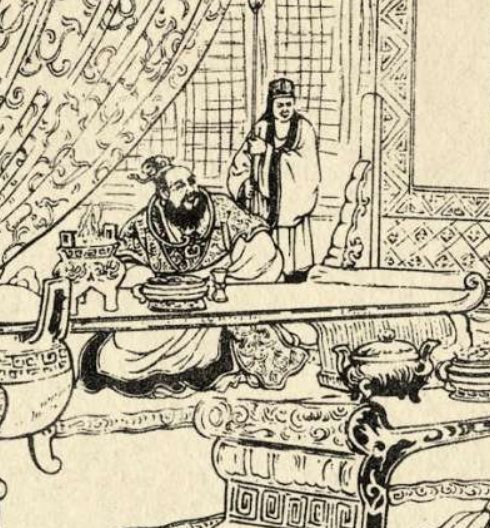
连环画《二桃杀三士》中的晋昭公画像

晋昭公（？—前526年），姬姓，名夷，春秋时期晋国君主，晉平公之子，戴子雍之兄。
周景王十六年（前529年）昭公為恢復霸業，與齊國爭奪霸主之位，召開平丘之會，會見劉子、晉侯、齊侯、宋公、衛侯、鄭伯、曹伯、莒子、邾婁子、滕子、薛伯、杞伯、小邾婁子等十多國代表，史稱平丘會盟。會中齐、晋二國有衝突，齊國宰相晏嬰提出“盟無常主，惟有德者居焉”。晉將羊舌肸說：“德雖不足，而眾可用也。”晉昭公時，趙簡子為正卿中军将，《史記》記載扁鵲為趙簡子看過病。
在位期間執政為：韓起、荀吳、范鞅、魏舒、荀躒。